# Триоксалатоферрат(III) натрия
Триоксалатоферрат(III) натрия — неорганическое соединение, 
комплексная соль железа, натрия и щавелевой кислоты
с формулой Na3[Fe(C2O4)3],
растворяется в воде,
образует кристаллогидраты — зелёные кристаллы.

## Получение
- Реакция оксалатов железа(III) и натрия (в присутствии перекиси водорода для предотвращения восстановления железа):

{\displaystyle {\mathsf {Fe_{2}(C_{2}O_{4})_{3}+3Na_{2}C_{2}O_{4}\ {\xrightarrow {}}\ 2Na_{3}[Fe(C_{2}O_{4}){}_{3}]}}}
- Реакция гидрооксалата натрия с гидроксидом железа (lll):

{\displaystyle {\mathsf {Fe(OH)_{3}+3NaHC_{2}O_{4}\ \xrightarrow {} \ Na_{3}[Fe(C_{2}O_{4}){}_{3}]+3H_{2}O}}}

## Физические свойства
Триоксалатоферрат(III) натрия образует
кристаллогидрат состава Na3[Fe(C2O4)3]•5H2O (по другим данным Na3[Fe(C2O4)3]•4,5H2O) — зелёные кристаллы,
которые начинают ступенчато разлагаться при 100°С и полностью обезвоживается при 200°С.
Растворяется в воде и этаноле.

## Химические свойства
- Разлагается под действием света:

{\displaystyle {\mathsf {2Na_{3}[Fe(C_{2}O_{4})_{3}]\ {\xrightarrow {h\nu }}\ 2Na_{2}[Fe(C_{2}O_{4})_{2}]+Na_{2}C_{2}O_{4}+2CO_{2}\uparrow }}}

## Применение
- Компонент растворов для тоновой фотографии.